# 摩納哥君主
摩納哥親王（法語：Principauté de Monaco）是摩納哥公國的君主和國家元首。摩納哥公國所有在位的親王或女親王均為格里馬爾迪家族的成員。當上任親王蘭尼埃三世去世時，他曾是歐洲在位時間最長的君主；而統治摩納哥公國長達8個世紀的格里馬爾迪家族也是歐洲統治時間最長的王朝家族。
摩納哥公國現任親王為阿爾貝二世，他於2005年4月6日繼承該位。

## 君主職權
摩納哥公國與列支敦士登公國、梵蒂岡城國是西歐僅有的三個君主依然在該國日常政治中發揮積極作用的國家。摩納哥親王依據《摩納哥憲法》及其他法律來行使自己的權力，他在對外關係中代表摩納哥公國；無論是全部或部分針對《摩納哥憲法》的修改都必須得到他和國民議會的共同同意方可。
立法權由親王與國民議會共同擁有，親王為法案提交者，而國民議會則負責批准或拒絕法案；同時，親王還擁有對國民議會通過的所有法案的否決權。行政權獨屬親王，負責國家行政管理的國務大臣及政府委員會向親王負責。立法權同樣也獨屬於親王，按照摩納哥現行憲法的規定，親王在摩納哥國內所有法院及審判庭中擁有充分權力，法院及審判庭以親王的名義審判案件。
同時依據《摩納哥憲法》的規定，親王所授予的勛章、獎章及其他榮譽均被視為摩納哥公國的國家榮譽。
據《紐約時報》2005年的報道，摩納哥公國的公民對於統治他們的親王家庭忠誠度極高，極少有摩納哥公民願意就本國的君主制發表負面意見。

## 君主薪酬
根據2015年的報道，摩納哥親王及其家庭每年可以從摩納哥政府的預算中獲得4,350萬歐元的撥款。

## 君主頭銜
摩納哥親王所使用的尊稱為“殿下”。雖然只是在正式場合使用，摩納哥親王還擁有其他幾個世襲頭銜，其中部分會偶爾授予他的親戚或配偶。格里馬爾迪家族在歷史上獲得了不少領地，也因此獲得了許多頭銜，但其中大部分現在已經與摩納哥親王頭銜合併；同時雖然摩納哥親王長期以來是法國境內不少城堡及土地的所有者，但相應的頭銜在當今已經不再代表所有權或領主權。由於摩納哥親王的大部分頭銜都是由法蘭西王國和教宗國所授予或承認且只能通過父係傳承，因此在路易二世去世後，這些頭銜不再擁有法國貴族的地位。因此其中一些頭銜被隱晦地重新定義為摩納哥公國所特有的頭銜。
以下是摩納哥親王的完整頭銜（按等級排序）
- 摩納哥親王
- 瓦倫蒂諾公爵（英语：Duke of Valentinois）
- 埃斯托特維爾公爵（英语：Duke of Estouteville）
- 馬扎裡諾公爵
- 馬耶訥公爵
- 波爾西安堡大公
- 波克斯侯爵（英语：Marquis of Baux）（目前由雅克王子所使用）
- 希伊-馬薩林侯爵
- 吉斯卡爾侯爵
- 貝利夫（英语：Bailiff (France)）侯爵
- 波利尼亞克伯爵
- 卡拉德斯（英语：Carladès）伯爵（目前由加布里埃拉公主所使用）
- 費雷特（英语：County of Ferrette）、貝爾福、坦恩及羅斯蒙特（法语：Seigneurie du Rosemont）伯爵
- 托里尼伯爵
- 隆瑞莫伯爵
- 克萊德伯爵
- 卡爾維內男爵
- 聖雷米男爵
- 馬蒂尼翁大人
- 勒比男爵
- 布里男爵
- 昂比男爵
- 阿爾特基什男爵
- 聖洛男爵
- 馬西男爵（由安托瓦內特郡主之女克里斯蒂安·路易斯·德·馬西（英语：Christian Louis de Massy）所使用）
- 伊瑟奈姆領主

所有王室信件在提及親王時，其使用的代詞必須大寫。
按照摩納哥王室的慣例是如果摩納哥親王身在本國，那他的辦公室會升起親王旗。但現任摩納哥親王則要求不管他是否在場，親王旗都必須升起，這樣可以對他的行蹤保密。
根據1918年《凡爾賽條約》的規定，摩納哥受法國保護。